# Rømningen af Dannevirke i 1864
Rømningen af Dannevirke i 1864 var en dansk retræte under 2. slesvigske krig, hvor General Christian de Meza efter et krigsråd i Prinsens Palæ i Slesvig den 4. februar 1864 besluttede, at hæren skulle trækkes tilbage fra Dannevirkestillingen til en sikrere forsvarslinje i nord for at undgå indeslutning.
Selve Dannevirke-stillingen var en forsvarslinje i det sydlige Sønderjylland langs Dannevirket. Efter en række forbedringer af fæstningen udgjorde den i begyndelsen af 1864 en omtrent 70 km lang linje mellem Slien i øst og marsklandet omkring Frederiksstad i vest. Skanserækken var 14 km lang og befæstet med 175 kanoner.

## Baggrund
Dannevirke havde i en årrække været i forfald, og både de politiske ledere og den militære overkommando anså derfor stillingen for en befæstning, der blot skulle bruges til at vinde tid ved midlertidigt at bremse en indtrængende hærs fremrykning. Herfra skulle hæren trækkes tilbage til Dybbølstillingen eller Fredericia. Krigsminister Hans Nicolai Thestrup prioriterede imidlertid anderledes. I 1861 fremsatte han en plan, der prioriterede en forstærkning af Dannevirke højt, og i 1862 skabte denne plan begejstring blandt de nationalliberale i Rigsrådet. På denne baggrund blev skanserne ved Dannevirke forstærkede. Kort før 2. Slesvigske Krigs udbrud i januar 1864 blev stillingen udsat for en omfattende udbygning i form af forbindelsesveje, løbegrave, anlæggelsen af en jernbane til transport af krigsmateriel samt med nye skanseanlæg tværs over Sydslesvig. I begyndelsen af året 1864 bestod voldene af 27 skanser og en bemanding på 38.000 mand. Derudover anlagdes dæmninger i dalene ved Trenen og Rejde Å, så den helt kunne oversvømmes. Også i marsken ved Frederiksstad anlagdes flere skanser. De vestlige områder ved Ejderen og Trenen var sumpede og blev anset for at være uigennemtrængelige for en hær. Det var således intentionen, at Dannevirkestillingen skulle udgøre den danske hærs hovedforsvarslinje i tilfælde af krig. Da terrænet ikke muliggjorde etablering af tilbagetrukne forsvarsstillinger, byggede ingeniørtropperne i stedet forpostfæstninger. Fæstningen i Kokkentorp, der var anlagt i nærheden af Dannevirkets Østervold syd for Slien var imidlertid ikke færdigbygget.
Men i 1864 stod den danske hær over for flere problemer. Den preussiske hær var bedre udstyret, både hvad angår håndvåben og kanoner. De tyske hære havde dobbelt så mange mænd og rådede over nyt, langtrækkende artilleri. Den kolde vinter udgjorde en særlig risiko, idet den tyske hær kunne have omgået de danske linjer ved at krydse den tilfrosne Sli ved Mysunde eller Sundsager/Arnæs eller moseområderne vest for stillingen. Desuden lykkedes det ikke at sprænge alle overgangene over Ejder-grænsen for at forsinke fjendens fremrykning, f.eks. ved Rendsborg.
Den 2. februar angreb den preussiske styrke med ca. 10000 mand forposterne og fire skanser ved Mysunde, der kunne
rumme et kompagni, ca. 2500 mand. Preusserne medbragte 64 feltkanoner, mens danskerne rådede over 20 i Mysundeskanserne. Alligevel lykkedes det det danske artilleri at slå angrebet tilbage. Under retræten faldt 39 danske og 38 tyske soldater, mens ca. 100 på hver side blev såret eller var savnet.

## Forløb
Mysunde udgjorde dog blot en kortvarig dansk triumf, idet forposten ved Over Selk allerede den følgende formiddag observerede tyske tropper, der nærmede sig. Ifølge instrukserne skulle denne forpost trække sig tilbage til Kongshøj. hvis den blev angrebet; men Chefen for 11. Regiment, major Rist, var redet ud for at overvåge afløsningen, og da han så østrigerne rykke frem, besluttede han at tage imod angrebet straks i stedet for at vige tilbage til Kongshøj. Det danske angreb blev dog slået tilbage til Kongshøj. Selvom både østrigernes 1. kompagni og den danske major Rist havde klare ordrer om, at man kun skulle indlade sig på forposttræfninger, blev der tale om egentlige kampe, som skyldtes, at begge parters officerer overtrådte deres befalinger..
Flere mindre træfninger ved Jagel og Bustrup bekræftede den øverstkommanderende, overgeneral Christian de Meza i hans antagelse om, at Dannevirke ikke kunne holdes, fordi fjenden i den hårde vinter kunne passere vest om Dannevirke over de tilfrosne sumpstrækninger. Den 4. februar kl. 18 afholdt overkommandoen et krigsråd i Slesvig by, og efter dette besluttede de Meza på anbefaling fra flertallet af den militære ledelse at trække hele den danske styrke tilbage fra Dannevirke den 5. februar. I øvrigt henholdt han og krigsrådet sig til en instruks, hvori det hedder, at "ministeriet har i det foregående stærkt fremhævet vigtigheden af at kunne gå foråret i møde med en dygtig og slagfærdig hær." Krigsrådet vurderede på denne baggrund, at hæren kun kunne holdes dygtig og slagfærdig ved en tilbagetrækning.. Generalmajor P.F. Steinmann havde i en rapport til Krigsministeriet i 1861 skitseret, hvorledes et eventuelt tilbagetog kunne organiseres.. Det blev imidlertid overladt til Heinrich Kauffmann og hans souschef at udarbejde planen for retræten ud fra en rammeplan. Der blev dog ikke udarbejdet en samlet plan for tilbagetoget. For at holde retræten så hemmelig som muligt, udsendte Kauffmann i stedet sine instrukser til de enkelte enheder..
Retræten påbegyndtes om aftenen og taget i betragtning, at mere end 30000 mand skulle evakueres, foregik den som et vellykket og koordineret tilbagetog gennem en hård snestorm tilbage til den befæstede stilling ved Dybbøl nær Sønderborg.. Tilbagetrækningen led dog af visse logistiske problemer, fx at Dannevirke efter planen skulle være rømmet senest kl. 22, men den begyndende snestorm betød, at 20. regiment først forlod stillingen ca. en time senere. 8. Brigade dannede bagtrop indtil Sankelmark Skov, hvor 7. Brigade overtog denne rolle. 7. brigade, som bestod af 1. og 11. Regiment, under oberst Max Müller, fik herefter til opgave at standse fjendens fremmarch og havde derfor forskanset sig i det smalle pas ved Sankelmark, hvor Hærvejen løber gennem et højdedrag. Max Müller havde kun begrænset kendskab til Steinmanns rapport,. og Slaget ved Sankelmark førte til mange tab på begge sider, men sikrede den danske hærs tilbagetog. Blandt de faldne danskere var et stort antal officerer, og generalmajor Steinmann blev såret og måtte overgive kommandoen til sin næstkommanderende..
Af politiske årsager blev det anset for umuligt at trække hæren tilbage til Fyn eller Als, og de Meza besluttede derfor, at hæren skulle trækkes tilbage til stillingen ved Dybbøl nord for Flensborg og vest for Sønderborg. Dybbølstillingen var nyere og i bedre stand end Dannevirkestillingen. Hærens tilbagetog til Dybbøl foregik til fods i stedet for ad den nye jernbane til Flensborg, og årsagen til dette diskuteres stadig af historikere. Nogle angiver, at broerne undervejs blev sprængt for tidligt eller at der var tale om en logistisk misforståelse.

## Reaktioner på retræten
Rømningen af Dannevirke blev i samtiden stærkt kritiseret af regeringen og medierne var blevet overbevist om stillingens betydning for Ejderpolitikkens succes.
Den danske offentlighed havde betragtet Dannevirke som en nærmest uindtagelig fæstning, og tilbagetoget kom som et chok, der bl.a. udløste uroligheder i København. Monrad udtalte på et møde i Statsrådet den 11. februar, at uroen nu havde mistet betydning, men at den bekræftede hans politiske mål om at fortsætte kampen mod besættelsestropperne med al kraft. General de Meza blev efter et møde i Statsrådet den 26. februar 1864 tvunget til at træde tilbage, på trods af kongens forsøg på at beholde ham i overkommandoen.
I Sverige og Norge var reaktionen heftig, og store dele af opinionen krævede støtte til broderfolket. Karl 15. lovede at stille med en hær på 20.000 soldater og sendte gesandter til London, Paris og St. Petersborg for at skabe opbakning til en europæisk aktion mod Østrig - Preussen. Da ingen af disse ville afgive bindende tilsagn om støtte til Danmark, blev han af sit ministerium tvunget til at udsætte beslutningen om at gå ind i krigen. Henning Hamilton, der havde lovet den danske regering Sveriges støtte, søgte straks sin afsked, da han følte sin ære krænket.
Den militære ledelses organisering af troppernes tilbagetrækning til Dybbøl ad tilsneede veje i bidende kulde er senere blevet betegnet som en logistisk bedrift, der reddede den danske hær fra udslettelse. Den omtales som et eksempel på en succesfuld og militært nødvendig aktion.  De prøjsiske officerer fandt intet modtræk, men valgte blot at belejre Dybbølstillingen indtil videre 